# Myopias media
Myopias media är en myrart som beskrevs av Willey och Brown 1983. Myopias media ingår i släktet Myopias och familjen myror. Inga underarter finns listade i Catalogue of Life.